# Соусканіхинська сільська рада
Соускані́хинська сільська рада (рос. Соусканихинский сельский совет) — сільське поселення у складі Красногорського району Алтайського краю Росії.
Адміністративний центр — село Соусканіха.

## Населення
Населення — 945 осіб (2019; 1092 в 2010, 1399 у 2002).

## Склад
До складу сільської ради входять:
| Населений пункт  | Населення, осіб (2002) | Населення, осіб (2010) |
| ---------------- | ---------------------- | ---------------------- |
| Каменка, селище  | 126                    | 82                     |
| Леб'яже, село    | 330                    | 290                    |
| Соусканіха, село | 943                    | 720                    |